# Білоус Григорій Павлович
Вас поглинає Лета,

Лиш Слово не вмира,

Безсмертя у поета

На кінчику пера
Григорій Білоус, з афоризмів
Григо́рій Па́влович Білоу́с (нар.22 листопада 1939, Курмани — пом.28 грудня 2011, Черкаси) — український поет. Заслужений працівник культури України.

## Біографічні відомості
Народився в с. Курмани Недригайлівського району Сумської області.
Закінчив Київський геологорозвідувальний технікум та Вищу партійну школу при ЦК КПУ.
Був головою Черкаської обласної організації НСПУ з 1999 по 2010 рр., головним редактором часопису «Холодний Яр».
Автор збірок поезій «Зоряний колодязь», «Терноцвіт», книжки прози «Рудоман», книжки поем з коментарями «Провидці правди і свободи», художньої публіцистики «Слова, слова, спасіте наші душі».
Лауреат міжнародної премії імені Г. Сковороди, обласної імені В. Симоненка (1999), регіональної М. Старицького.
Григорій Білоус помер 28 грудня 2011 р. Поховано в м. Черкаси на центральній алеї міського цвинтаря.